# Штифель, Эдуард
Эдуард Л. Штифель (21 апреля 1909, Цюрих — 25 ноября 1978, Цюрих) — швейцарский математик. Вместе с Корнелиусом Ланцошем и Магнусом Хестенесом изобрёл метод сопряжённых градиентов и дал то, что сейчас понимается как частичное построение классов Штифеля — Уитни вещественного векторного расслоения, тем самым став одним из основателей изучения характеристических классов.

## Биография

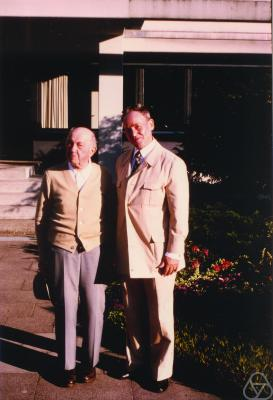
Эдуард Штифель (справа) вместе с Отто Фольком в Обервольфахе, 1978

Штифель поступил в Швейцарский федеральный технологический институт в 1928 году. Получил степень доктора философии в 1935 году под руководством Хайнца Хопфа; его диссертация называлась «Richtungsfelder und Fernparallelismus in n-dimensionalen Mannigfaltigkeiten» («Поля направлений и дальний параллелизм в n-мерных многообразиях»). Штифель завершил свою хабилитацию в 1942 году. Помимо академической деятельности, Штифель также был активен как военный офицер, дослужившись до звания полковника швейцарской армии во время Второй мировой войны.
Штифель получил должность полного профессора в ETH Zurich в 1943 году, основав Институт прикладной математики пять лет спустя. Целью нового института было проектирование и конструирование электронного компьютера (Elektronische Rechenmaschine der ETH, или ERMETH). Он провел год в Соединённых Штатах, начиная с августа 1951 года. В течение этого времени он встретился с Магнусом Хестенесом и многими другими учёными в Национальном бюро стандартов, и эти профессиональные связи хорошо послужили ему в течение оставшейся части его карьеры в Цюрихе.

## Известен как
- Многообразие Штифеля
- Класс Штифеля — Уитни